# Codex Udalrici
Der Codex Udalrici ist eine mittelalterliche Sammlung von Briefen. Sie beinhaltet Gedichte, Korrespondenz, Berichte und Urkunden, die teilweise nur hier überliefert sind. Der Codex diente in der Tradition der Ars dictandi der Ausbildung von Notaren.

## Entstehung, Inhalt, Quellenwert
Die erhaltene Fassung der Sammlung wurde 1134 abgeschlossen. Sie ist in zwei vollständigen Handschriften und zahlreichen Fragmenten überliefert. Eine frühere Fassung, die sogenannte Widmungsfassung, kann nur erschlossen werden. Sie war deutlich kürzer und wurde von einem Ulrich von Bamberg zusammengetragen, der sie 1125 Bischof Gebhard von Henneberg widmete.
Die Sammlung gibt Aufschlüsse über die Strukturen von Kirche und Staat in der frühen Stauferzeit und ist eine wichtige Quelle für Hintergründe des Investiturstreits. So enthält der Codex unter anderem 15 Briefe von Heinrich IV.; da sich in keinen anderen Quellen eindeutige Hinweise auf diese Briefe finden lassen, ist ihre Echtheit jedoch umstritten. Es wird teilweise angenommen, dass es sich um später eingefügte Fiktionen handelt. Der Codex Udalrici enthält außerdem die kaiserliche wie die päpstliche Ausfertigung des Wormser Konkordates (Nr. 326/327), wobei der Text des sogenannten Calixtinum verkürzt und zugunsten der kaiserlichen Position verändert wurde.

## Edition
- Klaus Naß (Hrsg.): Codex Udalrici (= MGH – Die Briefe der Deutschen Kaiserzeit 10). 2 Bde., Wiesbaden, Harrassowitz Verlag 2017. ISBN 978-3-447-10946-8.  Digitalisat Bd. 1; Digitalisat Bd. 2. Rezension.